# Стереотип
Стереотип (від стерео… і грец. τύπος — відбиток) — копія друкованої форми (набір та кліше) високого друку у вигляді монолітної пластини товщиною від 2 до 25,1 мм. Стереотипи з'явилися у 18 ст. Широко використовувалися для друкування багатотиражних видань. Залежно від способу виготовлення стереотипи бувають:
- литі, (або гартові);
- гальванопластичні, (або електролітичні);
- пресовані.

За типом матеріалу розрізняють:
- стереотипи металеві, які, як правило, виготовляють або цілком з типографського сплаву, або ж зі сплаву з шаром більш міцного металу (- часто гальванічного заліза), нанесеним на друкарську поверхню задля збільшення зносостійкості;

- полімерні, (- пластмасові, або гумові);

- метало-полімерні, (в яких робоча друкарська поверхня — металева, а решта — з полімеру).

Залежно від типу друкарських машин тверді стереотипи (металеві та метало-полімерні) можуть виготовляти або плоскими, (для тигельних і листових машин), або дугоподібними, (так званими ротаційними, чи круглими — для ротаційних машин).